# Chreja
Chreja (gr. chreia, chráomai, chrḗsimos ’pożytek, korzyść, konieczność’) – starożytny gatunek literacki.
Chreja pokrewna jest takim formom literackim, jak aforyzm, anegdota, apoftegmat. Pojęcia te bywały używane zamiennie, dlatego też trudno jest precyzyjnie rozgraniczyć te formy. Od sentencji chreja różniła się zasadniczo tym, że na wstępie podawała autora. Chreja mogła być krótka i lapidarna, zredagowana w rzeczowym stylu, lub dłuższa w formie pouczającej anegdoty z puentą. Mogła mieć formę bardziej literacką lub szkolną, pisaną na potrzeby uczniów.
Termin chreia w znaczeniu utworu literackiego pojawił się w twórczości Teokryta z Chios (IV w. p.n.e.), który pisał dowcipne anegdoty pt. Chreiai. Demetriusz z Faleronu pozostawił Chreje oraz Bajki Ezopowe. Opowieści w formie chrei obecne były także w twórczości Plutarcha (np. niektóre historie w Żywotach). Chreje zawarł też Diogenes Laertios w Żywotach i poglądach słynnych filozofów. Specyficzną odmianą chrei poetyckiej były pikantne opowieści z życia heter, przekazane przez Machona. Chreje wchodziły w skład zbiorów ćwiczeń, nazywanych progymnasmata, jako wstępna część (np. Aeliusa Theona z II w. p.n.e.) O chrejach pisali też m.in. Kwintylian, Seneka i Libanios.